# Gare de Suresnes-Mont-Valérien
Ne doit pas être confondu avec Gare de Suresnes - Longchamp.
La gare de Suresnes-Mont-Valérien est une gare ferroviaire française de la ligne de Paris-Saint-Lazare à Versailles-Rive-Droite, située sur le territoire de la commune de Suresnes, dans le département des Hauts-de-Seine, en région Île-de-France. Elle dessert notamment l'hôpital Foch, situé en face.
La station ouverte en 1840, est aujourd'hui une gare de la Société nationale des chemins de fer français (SNCF) desservie par les trains de la ligne L du Transilien (réseau Paris-Saint-Lazare) ainsi que par ceux de la ligne U (La Défense - La Verrière). Elle se situe à une distance de 11,0 km de la gare de Paris-Saint-Lazare.

## Situation ferroviaire
Établie à 69 mètres d'altitude, la gare de Suresnes-Mont-Valérien est située au point kilométrique (PK) 11,075 de la ligne de ligne de Paris-Saint-Lazare à Versailles-Rive-Droite, entre les gares de Puteaux et du Val d'Or.

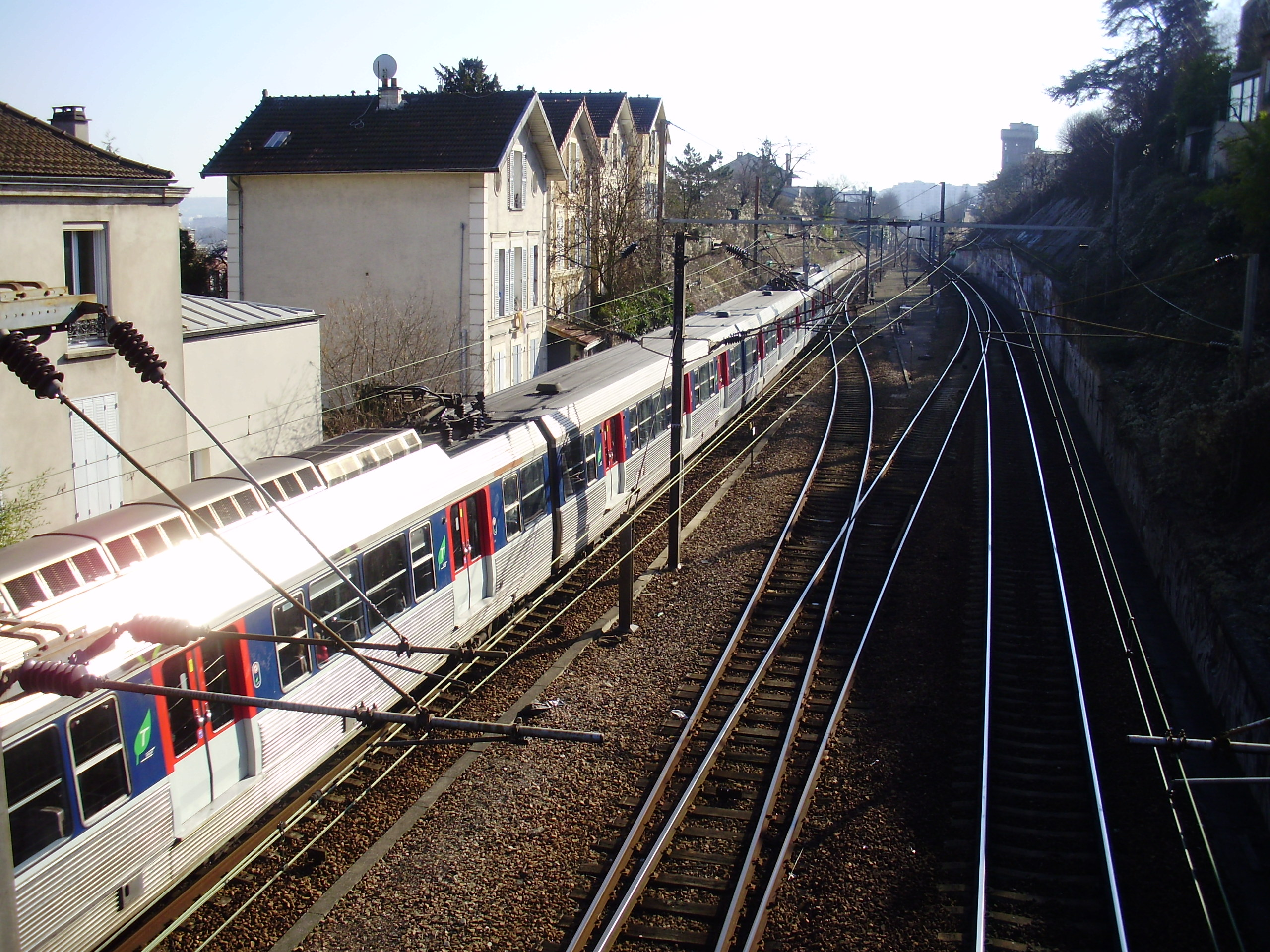
Vue en direction de la gare du Val d'Or.

## Histoire

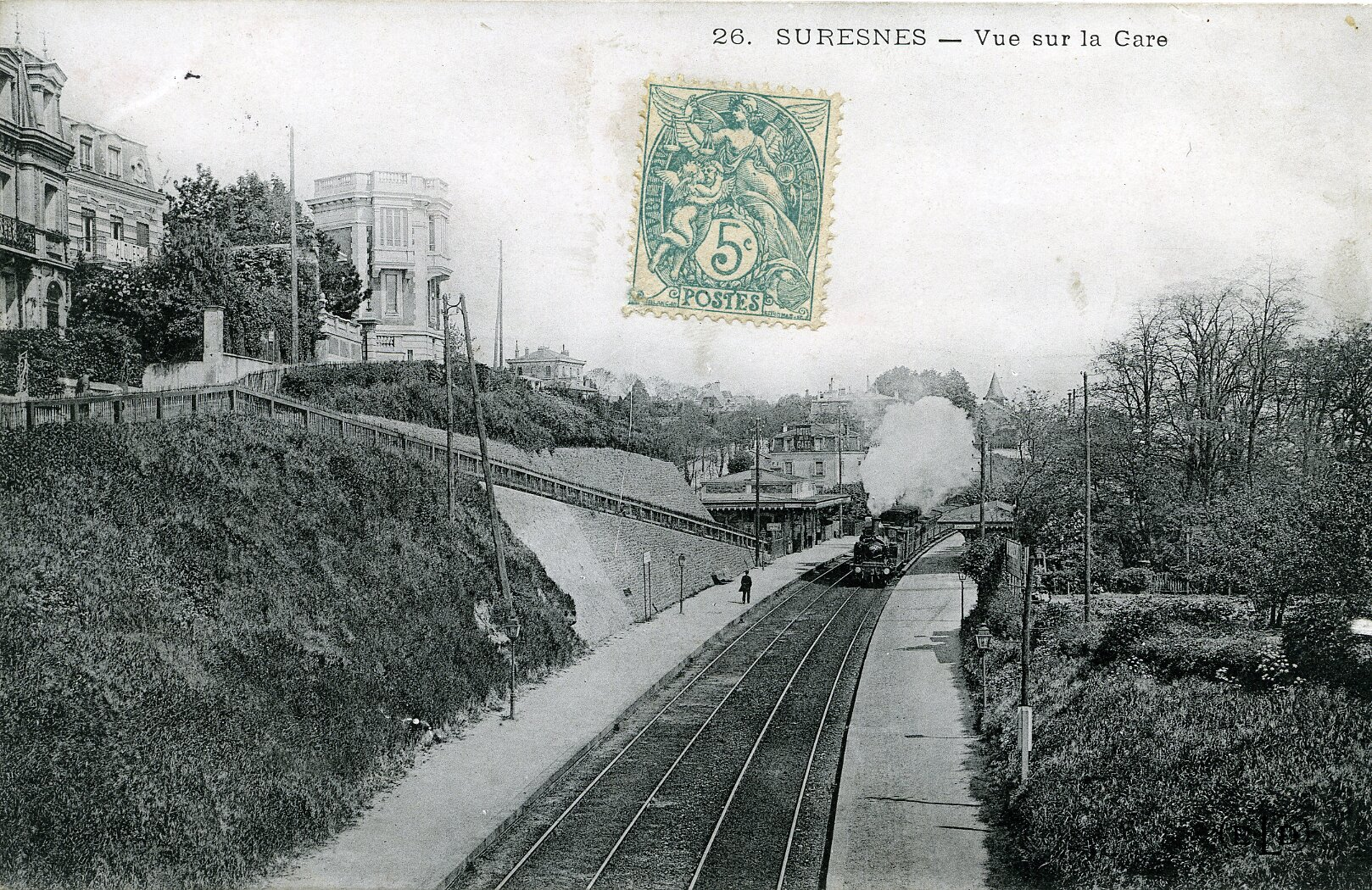
Les voies au tournant du siècle (direction nord).

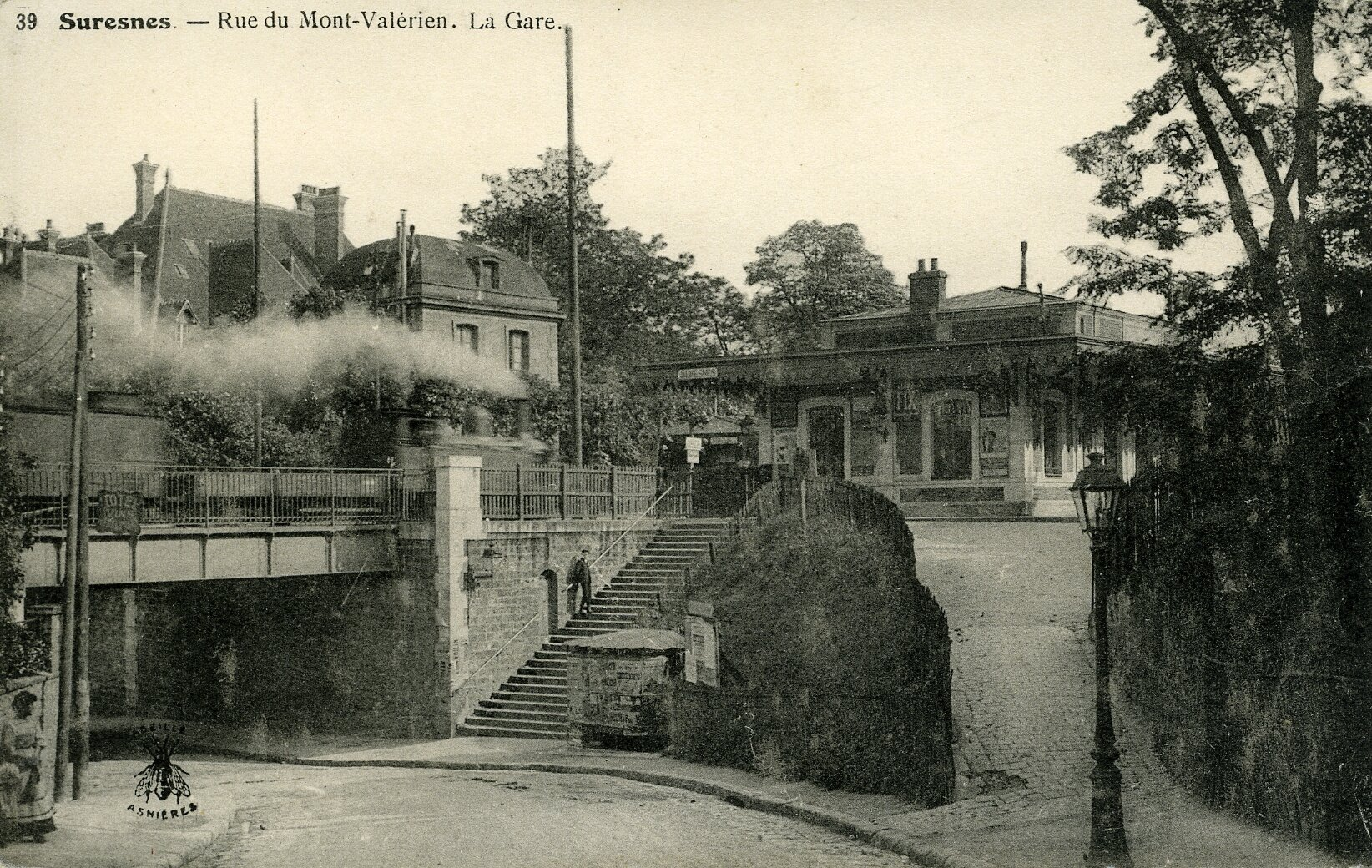
L'ancien bâtiment voyageurs.

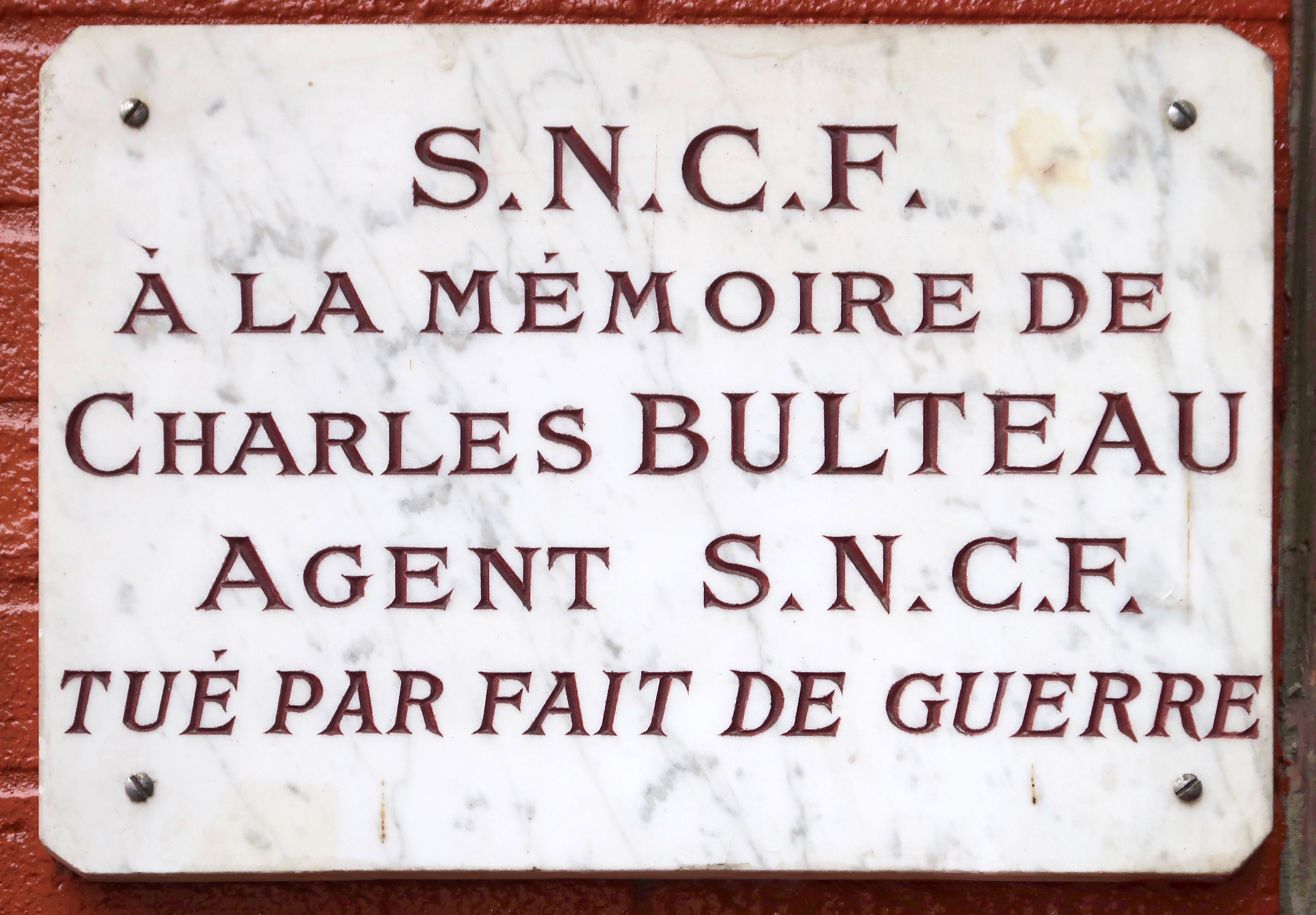
Plaque dans le hall de la gare en mémoire de Charles Bulteau, agent SNCF « tué par fait de guerre ».

La gare de Suresnes est inaugurée le 18 juillet 1840. Dans les années 1950, la municipalité l'a renommée Suresnes-Mont Valérien. L'actuel bâtiment des voyageurs est édifié en 1984.
La première année d'exploitation, la station voit transiter 33 260 voyageurs, ce qui la situe en sixième position sur les neuf stations de la ligne par son trafic. En 1889, lors de la mise en service de la ligne des Moulineaux, Suresnes est également desservie par une station sur cette nouvelle ligne, la gare de Suresnes - Longchamp, située juste en contrebas de l'ancienne gare.
À la fin des années 1950, la SNCF souhaite améliorer la desserte de la branche de Saint-Nom-la-Bretèche, mais cette volonté se heurte à l'impossibilité d'insérer de nouvelles marches sur le tronçon saturé de Paris à Saint-Cloud. Il est alors décidé de construire un nouveau terminus intermédiaire entre les gares de Bécon-les-Bruyères et de Saint-Cloud. La gare de Suresnes, qui dispose d'origine d'une voie de garage impaire, est retenue pour recevoir cette installation de terminus. Les deux voies principales sont écartées en direction de Saint-Cloud, et une voie centrale est aménagée, prolongée d'une voie de garage en impasse. Les nouvelles installations sont mises en service dans la nuit du 27 au 28 juillet 1959.
La voie de garage permet de recevoir une unité multiple de Z 6400 à partir des années 1970. D'abord réduite à la réception d'un seul élément dans les années 1980, elle a été comblée au titre des nombreuses opérations de modification des plans de voies lors de la mise en service de la liaison La Verrière ↔ La Défense en 1994. On constatait en effet une récurrence des actes de vandalisme sur les rames stationnées sur ce type de voies isolées. Sa position stratégique aurait toutefois pu être prise en compte afin de la conserver pour la gestion des trains de travaux, souvent délicate dans le secteur.
Le trafic montant quotidien ne dépasse pas 91 voyageurs en 1841, puis grimpe à 970 par jour en 1893. Il atteint 1 866 voyageurs en 1938, 4 984 en 1973 et enfin redescend à 3 400 voyageurs par jour en 2003, baisse consécutive à la mise en service de la ligne 2 du tramway en 1997.
En 2014, selon les estimations de la SNCF, la fréquentation annuelle de la gare est de 2 526 977 voyageurs.

## Service des voyageurs

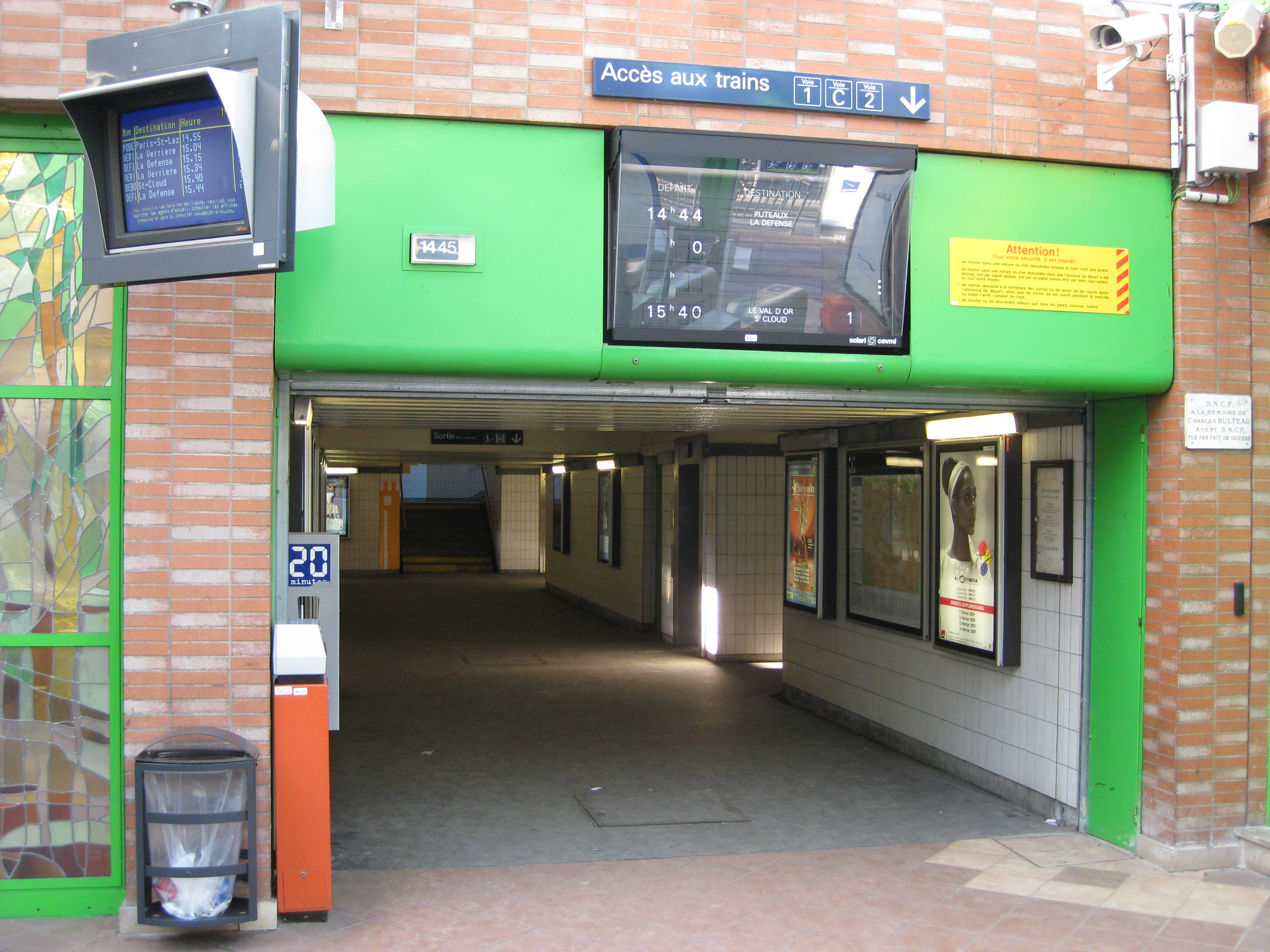
Accès du souterrain.

### Accueil
Elle est desservie par les trains du réseau Transilien Paris-Saint-Lazare (ligne L), desservant les lignes de Versailles-Rive Droite et Saint-Nom-la-Bretèche, et par la ligne U.

### Desserte
La gare est desservie à raison (par sens) :
- sur la ligne L, d'un train toutes les 15 minutes aux heures creuses et en soirée, toutes les 10 minutes aux heures de pointe ;
- sur la ligne U, La Défense – La Verrière, d'un train toutes les 30 minutes aux heures creuses et le dimanche, d'un train toutes les 15 minutes aux heures de pointe et d'un train toutes les heures tous les jours en soirée.

### Intermodalité
Un parc relais payant de 190 places, dit Franklin-Roosevelt, accessible par l'avenue Franklin-Roosevelt, est aménagé pour les véhicules. La gare est desservie par les lignes 241, 263 et le service Autobus suresnois (544) du réseau de bus RATP. La station Suresnes - Longchamp de la ligne T2 est également accessible à distance.

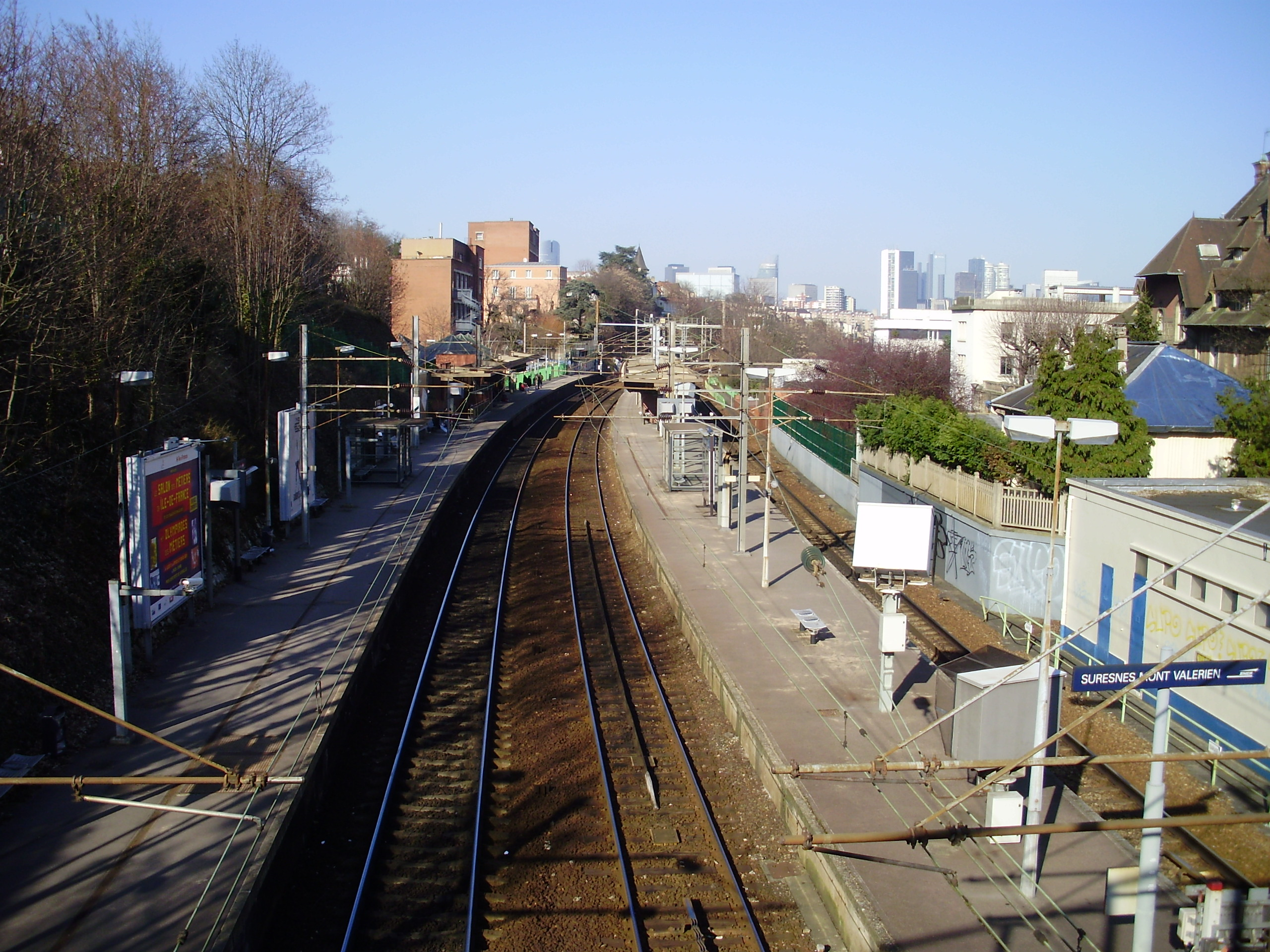
Vue en direction du nord, depuis la passerelle de la rue du Calvaire, au sud de la gare.
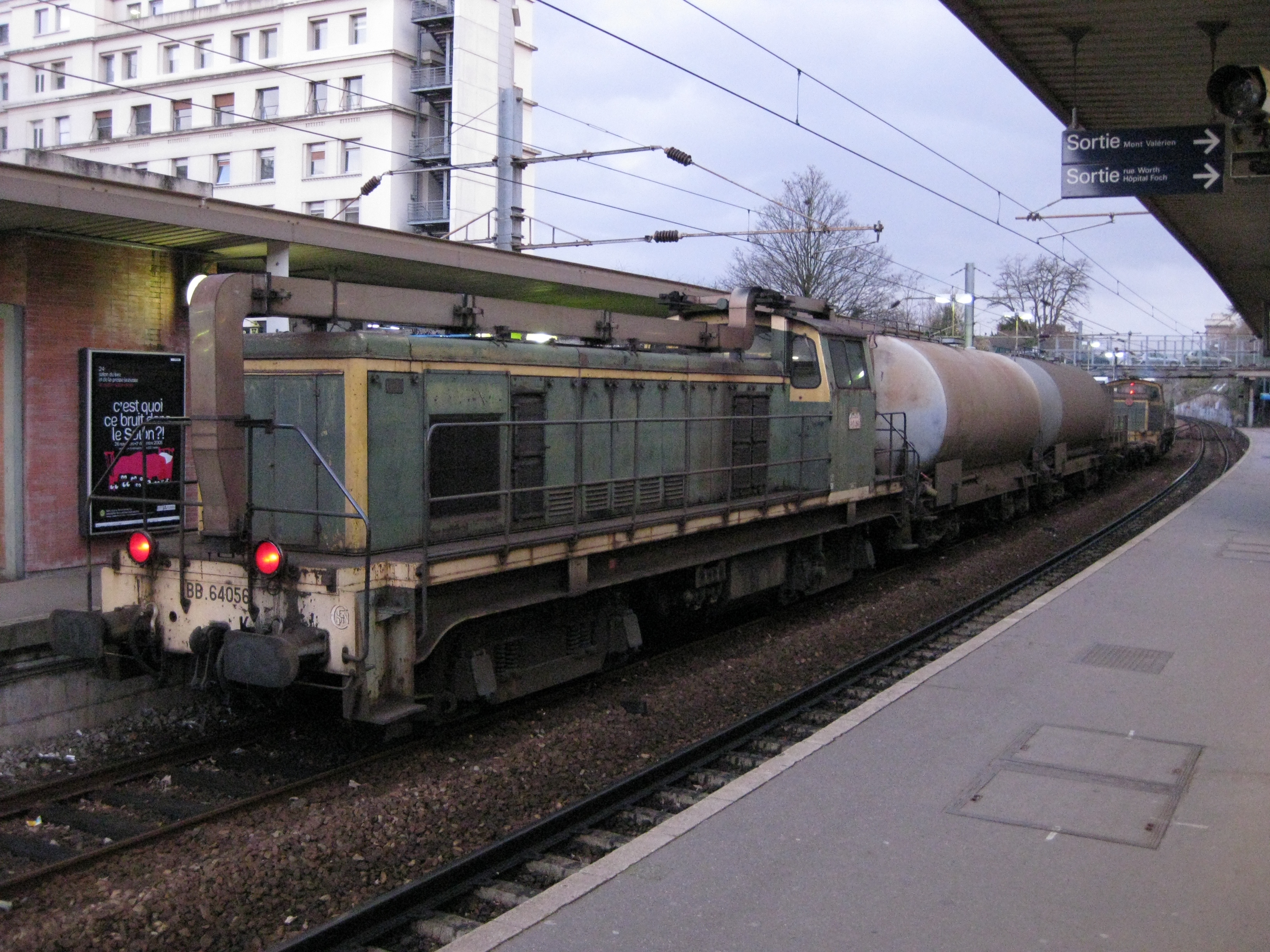
BB 63500 et « train laveur » sur la voie centrale.
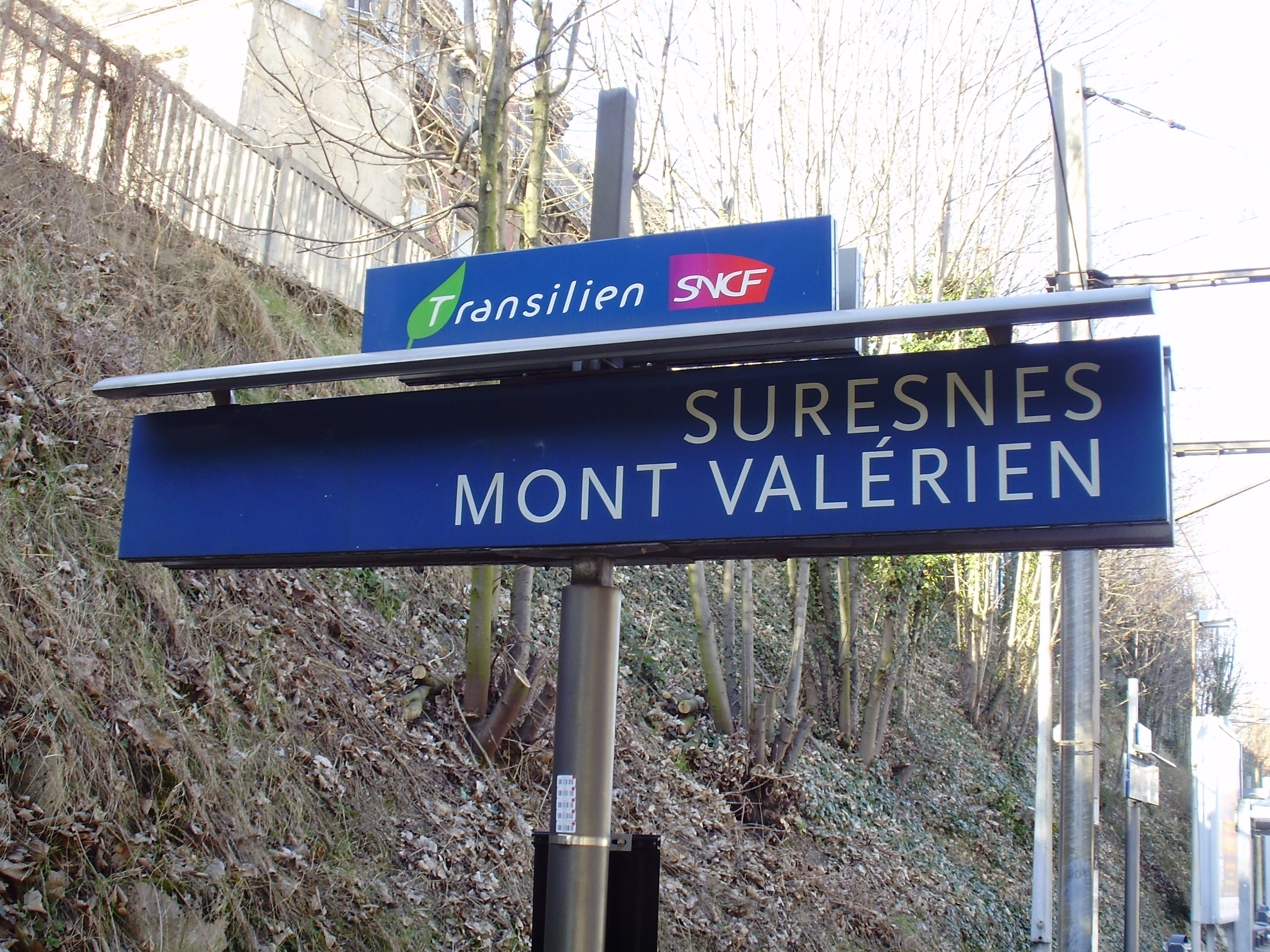
Panneau à l'extrémité sud du quai pour Paris-Saint-Lazare.

## Bâtiments à proximité
L'hôpital Foch est situé juste en face de la gare, à l'est des voies ferrées. Le collège Émile-Zola se trouve également à proximité, au nord de la gare et à l'ouest de la ligne ferroviaire.